# Бечва (річка)
Бечва (чеськ. Bečva) — річка в Моравії, найбільша ліва притока річки Морави, Чехія. Довжина річки 61,5 км . Площа водозбору — 1625,7 квадратних кілометрів. Середній потік в гирлі 17,5 м³/сек. 

Річка виникає від злиття річок Всетинська (чеськ. Vsetínské; також відома як Верхня Бечва) і Рожновська Бечва (чеськ. Rožnovské Bečvy; також відома як Нижня Бечва) в Валашських Мезиржичах (чеськ. Valašské Meziříčí). 

Раніше обидві річки служили транспортним маршрутом для доставки деревини до Моравії.
Найбільші населені пункти на річці — курорт Тепліце над Бечвою (чеськ. Teplice nad Bečvou) і Пршеров (чеськ. Přerov).